# Prefontaine Classic 2017
Navigation
Édition précédente Édition suivante
La Prefontaine Classic 2017 se déroule les 26 et 27 mai 2017 au stade Hayward Field d'Eugene, aux États-Unis. Il s'agit de la troisième étape de la Ligue de diamant 2017.

## Résultats

### Hommes
| Rang | Athlète           | Temps   | Points |
| ---- | ----------------- | ------- | ------ |
| 1    | Ronnie Baker      | 9 s 86  | 8      |
| 2    | Su Bingtian       | 9 s 92  | 7      |
| 3    | Chijindu Ujah     | 9 s 95  | 6      |
| 4    | Andre De Grasse   | 9 s 96  | 5      |
| 5    | Justin Gatlin     | 9 s 97  | 4      |
| 6    | Michael Rodgers   | 9 s 98  | 3      |
| 7    | Adam Gemili       | 10 s 03 | 2      |
| 8    | Ben Youssef Méité | 10 s 04 | 1      |

| Rang | Athlète              | Temps        | Points |
| ---- | -------------------- | ------------ | ------ |
| 1    | LaShawn Merritt      | 44 s 79      | 8      |
| 2    | Baboloki Thebe       | 45 s 04      | 7      |
| 3    | Vernon Norwood       | 45 s 05      | 6      |
| 4    | Tony McQuay          | 45 s 19      | 5      |
| 5    | Pavel Maslák         | 45 s 42 (SB) | 4      |
| 6    | Paul Dedewo          | 45 s 79      | 3      |
| 7    | Matthew Hudson-Smith | 46 s 08      | 2      |
| 8    | Karabo Sibanda       | DNF          |        |

| Rang | Athlète            | Temps              | Points |
| ---- | ------------------ | ------------------ | ------ |
| 1    | Ronald Kwemoi      | 3 min 49 s 04 (WL) | 8      |
| 2    | Elijah Manangoi    | 3 min 49 s 08 (PB) | 7      |
| 3    | Timothy Cheruiyot  | 3 min 49 s 64 (PB) | 6      |
| 4    | Vincent Kibet      | 3 min 51 s 17 (PB) | 5      |
| 5    | Clayton Murphy     | 3 min 51 s 99      | 4      |
| 6    | Abdelaati Iguider  | 3 min 52 s 77      | 3      |
| 7    | Ben Blankenship    | 3 min 53 s 04 (PB) | 2      |
| 8    | Filip Ingebrigtsen | 3 min 53 s 23 (PB) | 1      |

| Rang | Athlète           | Temps              | Points |
| ---- | ----------------- | ------------------ | ------ |
| 1    | Mo Farah          | 13 min 0 s 70 (WL) | 8      |
| 2    | Yomif Kejelcha    | 13 min 1 s 21      | 7      |
| 3    | Geoffrey Kamworor | 13 min 1 s 35      | 6      |
| 4    | Joshua Cheptegei  | 13 min 2 s 84      | 5      |
| 5    | Albert Rop        | 13 min 4 s 82      | 4      |
| 6    | Mohammed Ahmed    | 13 min 8 s 16      | 3      |
| 7    | Paul Chelimo      | 13 min 10 s 11     | 2      |
| 8    | Andrew Butchart   | 13 min 11 s 45     | 1      |

| Rang | Athlète                | Marque      | Points |
| ---- | ---------------------- | ----------- | ------ |
| 1    | Sam Kendricks          | 5,86 m      | 8      |
| 2    | Renaud Lavillenie      | 5,81 m      | 7      |
| 3    | Piotr Lisek            | 5,81 m      | 6      |
| 4    | Armand Duplantis       | 5,71 m      | 5      |
| 5    | Shawnacy Barber        | 5,71 m (SB) | 4      |
| 6    | Konstadínos Filippídis | 5,56 m (SB) | 3      |
| 7    | Xue Changrui           | 5,56 m      | 2      |
| 8    | Paweł Wojciechowski    | 5,56 m      | 1      |

| Rang | Athlète              | Marque                | Points |
| ---- | -------------------- | --------------------- | ------ |
| 1    | Christian Taylor     | 18,11 m (WL, DLR, MR) | 8      |
| 2    | Will Claye           | 18,05 m (PB)          | 7      |
| 3    | Dong Bin             | 17,27 m (SB)          | 6      |
| 4    | Alexis Copello       | 17,17 m (SB)          | 5      |
| 5    | Jhon Murillo         | 16,95 m (SB)          | 4      |
| 6    | Jean-Marc Pontvianne | 16,82 m               | 3      |
| 7    | Max Hess             | 16,59 m               | 2      |
| 8    | Troy Doris           | 16,48 m               | 1      |

| \| Rang \| Athlète \| Marque \| Points \| \| ---- \| ----------------- \| ------------- \| ------ \| \| 1 \| Ryan Crouser \| 22,43 m (MR) \| 8 \| \| 2 \| Tom Walsh \| 21,71 m \| 7 \| \| 3 \| Joe Kovacs \| 21,44 m \| 6 \| \| 4 \| Darrell Hill \| 21,20 m \| 5 \| \| 5 \| David Storl \| 20,63 m (=SB) \| 4 \| \| 6 \| Franck Elemba \| 20,56 m \| 3 \| \| 7 \| Konrad Bukowiecki \| 20,29 m \| 2 \| \| 8 \| Kurt Roberts \| 19,80 m \| 1 \| |                   |               |        |
| Rang | Athlète           | Marque        | Points |
| 1 | Ryan Crouser      | 22,43 m (MR)  | 8      |
| 2 | Tom Walsh         | 21,71 m       | 7      |
| 3 | Joe Kovacs        | 21,44 m       | 6      |
| 4 | Darrell Hill      | 21,20 m       | 5      |
| 5 | David Storl       | 20,63 m (=SB) | 4      |
| 6 | Franck Elemba     | 20,56 m       | 3      |
| 7 | Konrad Bukowiecki | 20,29 m       | 2      |
| 8 | Kurt Roberts      | 19,80 m       | 1      |

### Femmes
| Rang | Athlète             | Temps                 | Points |
| ---- | ------------------- | --------------------- | ------ |
| 1    | Tori Bowie          | 21 s 77 (WL, DLR, MR) | 8      |
| 2    | Shaunae Miller-Uibo | 21 s 91 (NR)          | 7      |
| 3    | Elaine Thompson     | 21 s 98 (SB)          | 6      |
| 4    | Dafne Schippers     | 22 s 30               | 5      |
| 5    | Allyson Felix       | 22 s 33               | 4      |
| 6    | Marie-Josée Ta Lou  | 22 s 37 (SB)          | 3      |
| 7    | Jenna Prandini      | 22 s 54 (SB)          | 2      |
| 8    | Ivet Lalova-Collio  | 22 s 88 (SB)          | 1      |

| Rang | Athlète                  | Temps              | Points |
| ---- | ------------------------ | ------------------ | ------ |
| 1    | Caster Semenya           | 1 min 57 s 78      | 8      |
| 2    | Margaret Nyairera Wambui | 1 min 57 s 88      | 7      |
| 3    | Francine Niyonsaba       | 1 min 59 s 10      | 6      |
| 4    | Habitam Alemu            | 1 min 59 s 19      | 5      |
| 5    | Selina Büchel            | 1 min 59 s 46      | 4      |
| 6    | Melissa Bishop           | 1 min 59 s 52      | 3      |
| 7    | Joanna Jóźwik            | 2 min 00 s 77 (SB) | 2      |
| 8    | Lynsey Sharp             | 2 min 01 s 23      | 1      |

| Rang | Athlète            | Temps        | Points |
| ---- | ------------------ | ------------ | ------ |
| 1    | Jasmin Stowers     | 12 s 59 (SB) | 8      |
| 2    | Queen Harrison     | 12 s 64 (SB) | 7      |
| 3    | Dawn Harper-Nelson | 12 s 66 (SB) | 6      |
| 4    | Christina Manning  | 12 s 66      | 5      |
| 5    | Sharika Nelvis     | 12 s 68      | 4      |
| 6    | Kristi Castlin     | 12 s 82 (SB) | 3      |
| 7    | Nia Ali            | 12 s 90 (SB) | 2      |
| 8    | Alina Talay        | 12 s 97 (SB) | 1      |

| Rang | Athlète          | Temps        | Points |
| ---- | ---------------- | ------------ | ------ |
| 1    | Ashley Spencer   | 53 s 38 (WL) | 8      |
| 2    | Shamier Little   | 53 s 44 (PB) | 7      |
| 3    | Georganne Moline | 54 s 09 (SB) | 6      |
| 4    | Zuzana Hejnová   | 54 s 50      | 5      |
| 5    | Dalilah Muhammad | 54 s 53      | 4      |
| 6    | Sara Petersen    | 54 s 85      | 3      |
| 7    | Kori Carter      | 54 s 98      | 2      |
| 8    | Janieve Russell  | 56 s 21      | 1      |

| Rang | Athlète           | Marque      | Points |
| ---- | ----------------- | ----------- | ------ |
| 1    | Brittney Reese    | 7,01 m (WL) | 8      |
| 2    | Tianna Bartoletta | 6,83 m (SB) | 7      |
| 3    | Lorraine Ugen     | 6,78 m (SB) | 6      |
| 4    | Darya Klishina    | 6,70 m      | 5      |
| 5    | Shara Proctor     | 6,63 m      | 4      |
| 6    | Blessing Okagbare | 6,52 m      | 3      |
| 7    | Christabel Nettey | 6,33 m      | 2      |
| 8    | —                 |             |        |

| Rang | Athlète           | Marque          | Points |
| ---- | ----------------- | --------------- | ------ |
| 1    | Mariya Lasitskene | 2,03 m (WL, MR) | 8      |
| 2    | Kamila Lićwinko   | 1,95 m (SB)     | 7      |
| 3    | Vashti Cunningham | 1,95 m (SB)     | 6      |
| 4    | Ruth Beitia       | 1,92 m (SB)     | 5      |
| 5    | Mirela Demireva   | 1,88 m          | 4      |
| 6    | Levern Spencer    | 1,88 m          | 3      |
| 7    | Chaunte Lowe      | 1,79 m          | 2      |
| -    | Airiné Palšyté    | -               |        |

| \| Rang \| Athlète \| Marque \| Points \| \| ---- \| -------------------- \| ------------ \| ------ \| \| 1 \| Tatsiana Khaladovich \| 66,30 m \| 8 \| \| 2 \| Liu Shiying \| 65,21 m \| 7 \| \| 3 \| Sara Kolak \| 64,64 m \| 6 \| \| 4 \| Barbora Špotáková \| 63,30 m (SB) \| 5 \| \| 5 \| Kathryn Mitchell \| 62,87 m \| 4 \| \| 6 \| Madara Palameika \| 62,14 m \| 3 \| \| 7 \| Kara Winger \| 61,66 m \| 2 \| \| 8 \| Kathrina Molitor \| 60,91 m \| 1 \| |                      |              |        |
| Rang | Athlète              | Marque       | Points |
| 1 | Tatsiana Khaladovich | 66,30 m      | 8      |
| 2 | Liu Shiying          | 65,21 m      | 7      |
| 3 | Sara Kolak           | 64,64 m      | 6      |
| 4 | Barbora Špotáková    | 63,30 m (SB) | 5      |
| 5 | Kathryn Mitchell     | 62,87 m      | 4      |
| 6 | Madara Palameika     | 62,14 m      | 3      |
| 7 | Kara Winger          | 61,66 m      | 2      |
| 8 | Kathrina Molitor     | 60,91 m      | 1      |

## Légende
Records et Performances
- AR : Record continental (area record)
- CR : Record des championnats (championship record)
- MR : Record du meeting (meet record)
- NR : Record national (national record)
- OR : Record olympique (olympic record)
- PR : Record paralympique (paralympic record)
- PB : Record personnel (personal best)
- SB : Meilleure performance personnelle de la saison (season's best)
- WL : Meilleure performance mondiale de l'année (world leader)
- WJR : Record du monde junior (world junior record)
- WR : Record du monde (world record)

Circonstances et Conditions
- DNF : N'a pas terminé (did not finish)
- DNS : N'a pas pris le départ (did not start)
- DQ : Disqualification (disqualification)
- NM : Aucun essai valable enregistré (No Mark)
- Q : Qualifié « directement » au prochain tour (ou à la prochaine compétition), lors d'une compétition majeure, grâce au classement ou à la réalisation des minima (automatic qualifier)
- q : Qualifié au prochain tour (ou à la prochaine compétition), lors d'une compétition majeure, grâce au repêchage ou à la réalisation de l'une des meilleures performances parmi celles des « non qualifiés directement » (grâce au meilleur temps ou à la meilleure distance par exemple) (secondary qualifier)